# Histoire de la dette publique française
Pour un article plus général, voir Dette publique de la France.
L'histoire de la dette publique française est l'évolution temporelle de la dette publique de la France, de sa création jusqu'à aujourd'hui. Elle est étroitement liée à l'histoire des dépenses publiques françaises.
L'État français a souvent eu recours à la dette pour faire face à des dépenses fortes, comme les guerres ou les plans de relances, ou une chute de revenus, durant des crises économiques. La dette a fluctué, passant par exemple par une valeur presque nulle (par rapport au PIB) en 1540 ou en 1820, et atteignant jusqu’à environ 290 % du PIB en 1944. Après les périodes de forte augmentation qu'ont été la première moitié du XXe siècle, la part de la dette dans le PIB a été rapidement réduite, principalement en raison d’une forte hausse de l’inflation, qui réduit la valeur réelle de la dette, et d’une croissance forte du PIB et de la productivité. La faible croissance et la faible inflation, ainsi que les déficits budgétaires chroniques depuis les années 1970 ont conduit à une augmentation de la dette publique.
De François Ier à la fin du XVIIIe siècle, à quelques exceptions, l’État souverain a été un grand emprunteur mais n'a que rarement remboursé ses dettes, par de multiples techniques, comme les banqueroutes, l'extorsion ou la spoliation.

## Ancien Régime

### DuXIIesiècleà la Renaissance
Sous l'Ancien Régime, le roi de France s'endette auprès des banquiers ou des corporations. Les corporations jouissent souvent d'une meilleure réputation que l'État. Ce procédé de financement de la dette par les corporations s'étend dans l'histoire de France jusqu'à l'entre-deux-guerres ; est par exemple créée en 1926 la Caisse autonome d’amortissement chargée de rembourser la dette publique, financée notamment par les bénéfices de la SEITA.
Il arrive que les souverains français pratiquent l'extorsion pure et simple du patrimoine des créanciers, ce qui annulait de facto la dette. L’extension du territoire national, notamment durant la période capétienne, permet de renforcer le domaine royal et donc, les sources de revenus, susceptibles de dégager le moyen de payer les engagements antérieurs. Le recours à la dévaluation a également été fort pratiqué, y compris à des moments de l’Histoire où la monétisation des échanges n'était pas forcément la règle.
Le temps des dettes royales commence réellement au XIIIe siècle en France. Jacques Le Goff qualifie ainsi Saint Louis de « premier roi de l’endettement ». En 1223, le roi de France Louis VIII avait eu recours à la spoliation des banquiers juifs pour ne pas avoir à rembourser ses emprunts. Saint Louis finance par la dette l'achat des reliques de la Passion, qu’il collectionne pour la Sainte Chapelle. Il finance également les croisades par la dette : sa première croisade, en 1248, coûte un million et demi de livres, alors que les revenus du royaume s’élèvent annuellement à 250 000 livres. Saint Louis doit donc mettre en place un impôt sur ses sujets, et lever la décime sur les revenus du clergé.
Il est suivi par Philippe le Bel. La dette publique ayant augmenté sous les précédents règnes, il pratique l’extorsion des biens de banquiers lombards et des créances de financiers juifs. Après la chute de l’ordre du Temple qu'il coordonne, il récupère une partie de ses biens, 200 000 livres, ce qui permet de combler le déficit du Trésor pour plusieurs années. Il manipule également la monnaie en captant une partie du métal en circulation pour le faire refondre successivement, jouant sur des dévaluations et des réévaluations. Cette méthode lui vaut le sobriquet de « roi faux-monnayeur ».
Pendant la Guerre de Cent Ans, le roi de France échoue à obtenir des emprunts des grands marchands étrangers. Ces derniers savent que le successeur du roi ne reconnaîtrait probablement pas les dettes de son prédécesseur. Les rois de France comme Charles V et Charles VI nomment donc des grands marchands, tels que Hugues Aubriot et Jean Le Mercier, aux postes de grands financiers du royaume, afin d'avoir accès à leur financement et à leurs réseaux.

### De la Renaissance à Louis XIV
En 1522 soit sept années après son accession au trône, le futur François Ier quémande 200 000 livres aux notables de Paris. Une fois au pouvoir, il lance en 1535 le premier véritable emprunt public sous forme d'une rente perpétuelle, afin de ne plus avoir à s'adresser aux notables. Son successeur, Henri II, perpétue les emprunts, mais son impossibilité de payer les intérêts ruine plusieurs milliers de familles.
Entre 1558 et 1788, la France fait défaut à huit reprises. Elle n'est pas isolée dans ce cas, car l'Espagne fait également défaut en 1557, 1575, 1596, 1607, 1627 et 1647 ; l'Angleterre fait de même en 1472, 1594 et 1672. Dans tous les cas, il s'agit de « moratoires », période de suspension des paiements qui ouvrent à une réduction négociée de la dette.
Les marchés financiers se sont formés par la mise dans le commerce des titres de la rente publique et qu'ils sont restés plusieurs siècles sous le contrôle très étroit des États qui les ont mis au service de leurs intérêts et de leurs politiques.
En 1561, les finances royales sont, avec 43 millions et demi de livres de déficit, dans une situation critique. On décide alors aux états généraux de Pontoise que le clergé, qui est très riche, doit assister le pouvoir royal pour l’amortissement de la dette royale,
La pratique de l'État de financer le remboursement de cette dette par création monétaire (émission de monnaie, typiquement en réduisant le poids de métal précieux dans les monnaies de même valeur faciale, pour fabriquer de nouvelles pièces) a souvent amené la population à douter de la valeur des pièces émises et à thésauriser les métaux précieux (or, argent).
La charge des finances de l'État tient alors à un équilibre délicat entre maintien de la confiance, remboursement des emprunts et financement des dépenses. La dette souvent très élevée de la France obéra la capacité française à s'endetter pour financer l’ost royal ou louer les services de mercenaires (la conscription, qui sera mise en place par la Convention nationale, n'existant pas encore) dans ses guerres contre les nations comme l'Angleterre, beaucoup plus saine financièrement à partir du XVIIIe siècle et qui pouvait s'endetter à moindre coût.
Sous le règne d'Henri IV, le budget est équilibré à hauteur d'une vingtaine de millions de livres tournois.
La guerre de Trente Ans vide les caisses de l’État. Les créanciers refusent de plus en plus souvent de prêter à l'État, du fait de l'incapacité du monarque à honorer ses dettes.

### Sous le règne de Louis XIV
Lorsque Louis XIII décède en 1643, il est découvert que les recettes de l’État prévues pour les trois prochaines années sont déjà dépensées.
Les premières années du règne de Louis XIV sont marquées par une dette contenue, du fait d'une gestion des finances publiques saine et d'une politique douanière agressive inspirées par Colbert.
En 1661, le budget est de 22,8 millions de recettes et 32 de dépenses.
À la mort de Louis XIV en 1715, les rentrées fiscales sont de 69 millions pour 146 millions de charges. La dette publique est alors de 2,3 à 2,4 milliards, dont 1,2 milliard de rentes constituées, plus importante qu'au déclenchement de la Révolution française en 1789 bien que l'ensemble du XVIIIe siècle ait vu des budgets déficitaires. La dette à la mort du monarque aurait été d'environ 80 % du PIB.

### Sous le règne de Louis XV
La modification radicale de la gestion de la dette en France au XVIIIe siècle, initiée par John Law, qui institue une banque centrale sur le modèle anglo-saxon, échoue en 1720 : mais son système permet, indirectement, de réduire de 50 % la dette publique grâce entre autres à la commission du visa.
La plupart des dettes de ce siècle ont pour origine l'extraordinaire de la guerre : à chaque conflit, des sommes colossales sont débloquées via l'emprunt à titre exceptionnel et de nouveaux impôts temporaires.
Les intérêts de la dette représentent la moitié des dépenses publiques en temps de paix, en raison de taux d'intérêt bien plus élevés que sur les autres marchés boursiers, et ce, malgré une dette moins lourde. Les hauts-fonctionnaires tentent d'y remédier par des innovations financières auprès des créanciers suisses et hollandais, comme les rentes viagères en loteries dont le principe remonte aux années 1737-1739, grâce au ministre Philibert Orry. En 1749, le ministre Machault d'Arnouville tente d'alimenter une « Caisse générale pour le remboursement des dettes de l’État » par le biais d'un nouvel impôt payable par tous, le vingtième : c'est un échec.
En 1763, une Caisse des amortissements est créée face à une dette déjà colossale qui suscite des polémiques : la chambre des comptes et le Parlement de Paris obtiennent que cette caisse soit finalement placée sous leur juridiction.
La Guerre de Sept Ans oblige Louis XV à s'endetter à nouveau auprès des fermiers généraux, ce qui a comme conséquence de vider le Trésor public en 1769. Le Roi confie à l'abbé Terray le soin de rétablir les comptes publics. Il met en place des emprunts à court terme, réduit les dépenses et réforme la fiscalité du pays. Si la mesure est initialement acceptée, l'opinion publique s'y oppose lorsque les intérêts financiers des plus modestes sont touchés. Elle permet toutefois d'améliorer la situation financière du pays : en 1772, le budget est légèrement excédentaire. La dette publique continue toutefois d'augmenter.
A cette époque, l'endettement de la monarchie n'est pas exceptionnel ; le Royaume-Uni est par exemple plus endetté. Le problème réside dans la solvabilité de l’État : la France souffre de son incapacité à simplifier et uniformiser son système d'impôts, et à améliorer ses moyens de financement.

### Sous le règne de Louis XVI
Louis XVI souhaite améliorer la situation financière française. Il nomme Anne Robert Jacques Turgot à la tête des finances du royaume. En 1775, il supprime la caisse des amortissements, qui était si décriée, et en crée une autre caisse l'année suivante, en suivant cette fois le modèle imaginé par le financier suisse Isaac Panchaud. Son objectif est de restaurer la confiance en l’État et ainsi de faire baisser le taux d'intérêt auquel la France emprunte. Turgot soumet au roi un projet ambitieux pour l’État, où il refuse toute banqueroute, toute augmentation des impôts, et interdit l'emprunt et le déficit public. Il prépare également des coupes nettes dans les dépenses publiques. Louis XVI le renvoie en mai 1776.
Jacques Necker est nommé en octobre 1776 à la direction du Trésor royal. Il emprunte 530 millions de livres entre 1777 et 1781. Pour rétablir la confiance avec les investisseurs, il rend public pour la première fois en janvier 1781 l'état des finances publiques françaises. L’État a alors une dette de 530 millions, et un excédent de 10,2 millions. 
Necker n'est pas suivi et il est renvoyé à la suite d'un scandale économique. La dette baisse à 411 millions sous ses successeurs. Le financement de la Guerre d'indépendance américaine va augmenter d'1,3 milliard le montant des dépenses. Cela contraint le contrôleur général des Finances Calonne à lancer des emprunts qui vont gonfler la dette. Une troisième caisse destinée à amortir le service de la dette est créée par Calonne en août 1784. Elle est supprimée par Jacques Necker en mars 1788 qui institue un Trésor royal unique.
En 1787, la dette publique atteint 80 % du PIB (4 milliards de livres), et son service représente 42 % des recettes de l’État. Cela n'est pas tenable faute d'une épargne suffisante et de comptes équilibrés. La dette est alors perçue comme excessive. Elle se rajoute aux autres problèmes accumulés, tels que les mauvaises récoltes des années 1788-1789 qui conduisent à une sous-production agricole structurelle. Le roi choisit de convoquer les états généraux, pour « faire les comptes et trouver des solutions », éviter la banqueroute générale et sauver son royaume.
La Révolution hérite de cette dette.

## De la Révolution française au Second Empire

### De 1789 à 1792
Au moment de la Révolution française, la dette dépasse les 4 milliards de livres (plus de 80 % du PIB d'après des estimations). Cela est dû à une accumulation de déficits (les recettes de l’État à l'époque sont d'environ 500 millions, alors que les dépenses sont estimées à plus de 630 millions). 
Le déséquilibre budgétaire provenait d'une part des dépenses très importantes que représentait le paiement des intérêts des emprunts précédents (plus de 50% des recettes fiscales royales), d'autre part d'une insuffisance des recettes due en grande partie non seulement au fait que les nobles ne payaient pas la taille destinée à financer l'armée royale (parce qu'ils lui devaient un service militaire personnel) mais surtout parce que la classe la plus fortunée, les bourgeois des grandes villes comme Paris et Lyon s'étaient vus accorder les mêmes privilège fiscaux que la Noblesse. 
La Révolution commencée, Necker lance un emprunt viager de 30 millions de livres avec des intérêts très élevés, mais n'en récolte que 2,5. On demande alors à la Nation d'effectuer des dons patriotiques, mais les recettes restent très symboliques.
Devant le risque de banqueroute qui ferait perdre leur fortune aux souscripteurs des emprunts, lesquels étaient presque exclusivement la bourgeoisie de robe, d'affaire et de finance dont étaient issus tous les députés du Tiers État, l'Assemblée nationale proclamme que la Dette était la chose la plus sacrée, et décida "d'assigner" tous les biens immobiliers du Clergé en garantie de leur remboursement qui se ferait par l'échange contre des nouveaux titres ou billets imprimés qui prirent le nom d'assignats. Comme la valeur des biens fonciers du Clergé pris en hypothèque représentait entre cinquante et cent fois le montant des emprunts en cours, on imprima beaucoup plus de billets assignats pour financer les dépenses de l'État, des ministères, des départements, de l'armée. 
Lorsque la quantité massive d'assignats mis en circulation commença à faire baisser leur valeur et courir le risque d'une nouvelle banqueroute, l'Assemblée nationale décida de saisir tous les biens du Clergé et de les mettre en vente, en donnant préférence aux détenteurs d'assignats.
La vente des biens fonds et des immeubles du Clergé eu pour effet de priver à la fois de financement et de locaux toutes les institutions scolaires, sociales, hospitalières, universitaires qui en dépendaient, et soit d'augmenter les charges du budget de l'État pour compenser, soit de les fermer, ce qui fut les cas des universités, des collèges et des hôpitaux dont les bâtiments furent vendus comme biens nationaux et payés en assignats.

### Sous la Première République et le Directoire
Toutefois, la période révolutionnaire ne se prêtant pas à la collecte des impôts, après le coup d’État de fructidor, le Directoire décide d'une manœuvre plus radicale. Le ministre des Finances Dominique-Vincent Ramel-Nogaret décide d'effacer toute la dette française ; devant les protestations, il se ravise et décide de n'en annuler que deux tiers. C'est la « banqueroute dite des deux tiers ». La France ne paie qu'un tiers de la dette, le reste étant converti en bons au porteur, nouvelle forme d'assignat dont la valeur s'effondre de suite. Depuis 1797, et l'épisode des assignats, la France a toujours honoré ses dettes, en monnaie constante jusqu'en 1919, et au moins en valeur faciale (en monnaie courante) par la suite.
La réforme est couronnée de succès, car au début de l'année 1799, Ramel peut établir un budget équilibré.

### Sous l'Empire napoléonien
Napoléon Ier rechigne à s'endetter. Il équilibre le budget dès 1802. Il fait financer ses campagnes par le seul butin de guerre, stocké dans une caisse spécifiquement dédiée (la Caisse de l'Armée). Les traités qu'il signe prévoient la mise à disposition par les pays vaincus des ressources financières et matérielles dudit pays, de sorte que l'endettement français soit minimal.
En 1813, la dette publique de l’Empire est inférieure à 1,75 milliard, c'est-à-dire qu'elle se situe à environ 20 % du PIB. La dette britannique, en comparaison, est de 275 % du PIB en 1815.

### A la Restauration et sous la monarchie de Juillet
La Restauration fait à nouveau augmenter la dette, qui triple durant les cinq premières années de règne de Louis XVIII et atteint 5 milliards en 1820. Les taux d'intérêt dépassent les 8 %.
Entre 1825 et 1829, même si le déficit budgétaire est faible, 25 % des dépenses de l’État sont consacrées à la dette. Il emprunte à 4,5 %. La dette baisse légèrement.
En 1848, une bulle spéculative sur les actions des compagnies de chemin de fer, conjuguée à une crise agricole, détériore brutalement les finances publiques et fait gonfler la dette, qui passe à 630 millions de francs-or. La crise agricole aggravée par l'abolition de l'esclavage, privant de nombreux exploitant de main d’œuvre, renforce aussi la dette à cause de l'indemnisation des colons.

### Sous la Deuxième République
Le gouvernement de la Deuxième République suspend le paiement du service de la dette pour deux ans, bien que les exercices 1848 et 1849 laissent au Trésor un solde créditeur de 256 millions.
Les taux d'intérêt des emprunts publics baissent progressivement sur les décennies qui mènent et suivent à la Deuxième République. Les taux d'intérêt passent de 8 % à 6 %.

### Sous le Second Empire
En 1869, le service de la dette représente 19 % du budget de l’État, soit 375 millions de francs.
L'expédition du Mexique creuse la dette française sans que l’État ne puisse la rembourser par des prélèvements sur place.

## Sous la Troisième République

### Les débuts de la République
La naissance de la IIIe République est plus favorable, sur la durée, à la dette. De 1871 à 1878, l'emprunt de référence gagne treize points, passant de 53,65 à 76,45. Son cours progresse plus que ceux des principales actions.
En 1871, lorsque la guerre franco-prussienne s'achève, la France est exsangue et ses finances sont ébranlées. La dette publique atteint 87 % du PIB, car, en plus des destructions et des dépenses de guerre, la France doit payer les indemnités exigées par l'Empire allemand. Alors qu'à la fin des années 1860, le service de la dette était de 375 millions de francs (19 % du budget), le service double en 1872 et atteint le milliard en 1890. 30 % des dépenses publiques y sont donc consacrées. À cause des 9 milliards que la France payer à l'Allemagne, la dette publique passe de 14 à 23 milliards de francs entre 1875 et 1879.
Cependant, la gestion de Léon Say et les nouveaux impôts créés à partir de 1871 permettent de maintenir l'équilibre du budget. En 1882, le grand plan d'investissement Freycinet, lancé quelques années plus tôt, compromet à nouveau les finances publiques en les plongeant dans une crise.
Cotée à la Bourse de Paris, la dette publique de la France est plus souvent affectée par les troubles internationaux que par les problèmes français. Ainsi, après les troubles dans les Balkans qui débouchent en 1877 sur une défaite de l'Empire ottoman, en un mois, l'emprunt public français de référence perd quatre points.
Le recours à l'emprunt est de plus en plus fréquent au cours du XXe siècle et est notamment motivé, encore une fois, par les dépenses militaires : construction de la ligne Maginot, guerre d'Indochine, etc.
Entre 1910 et 1913, l'augmentation sensible du PIB nominal (environ 5 % par an) permet de faire diminuer la part du service de la dette dans les dépenses à 17,3 %. Le budget de l’État est à l'équilibre, ce qui permet de stopper la progression de la dette : elle passe de 35 à 33 milliards de francs.
En 1913, le financement de l’État passe principalement par les emprunts perpétuels (21,9 milliards de francs), et très peu par l'émission de bons du Trésor (0,6 milliard).

### De la Première à la Seconde guerre mondiale
La Première Guerre mondiale a porté la dette publique à des niveaux très importants, en pourcentage du PIB. Alors qu'elle était quasi inexistante à la veille de la guerre, le financement par la Banque de France prend de l'ampleur à partir de 1915, et atteint un pic en 1918 avant de refluer. Il s'agit d'avances à l’État.
À l'issue du conflit, la situation économique et financière de la France, peu reluisante, la contraint à un effort fiscal et à la contraction d'emprunts. La charge financière de la reconstruction est censée être payée par l'Allemagne, mais ce n'est que très partiellement le cas. En janvier 1919, la dette publique française atteint 150 % du PIB. Les avances à l'Etat de la Banque de France constituent environ 70 % de son bilan. La dette publique détenue par la banque centrale représente presque 28 % de la dette publique totale, soit environ 16 % du PIB.
En 1921, le taux de dépense publique s'élèverait environ à 270 % du revenu national en 1921, et le taux d'endettement public à 150 % du PIB, selon les calculs d'Alfred Sauvy. Il serait de 100 % en 1929. En 1926, la charge de la dette absorbe, à son point culminant, 41,6 % des dépenses de l’État.
L’État s'engage alors dans une politique de financement de sa dette en multipliant et en diversifiant les émissions sur le marché financier. Il s'appuie parallèlement de plus en plus sur les banques privées afin de consolider sa dette : parce que les grandes banques privées comme le Crédit lyonnais disposent d'un réseau de guichets partout sur le territoire, elles sont capables de placer auprès de leurs clients les émissions publiques. C'est ainsi qu'en 1934, le placement des obligations du Trésor à 4 % se fait en majeure partie auprès des banques privées (2300 millions de francs), loin devant les comptables des postes (200 millions), les comptables du Trésor (250 millions) et la Banque de France (250 millions également).
Raymond Poincaré crée une Caisse autonome d’amortissement vers laquelle sont dirigées les recettes issues des taxes sur le tabac et les allumettes. Ces fonds sont dirigés vers le remboursement de la dette publique.
En 1932, la dette française atteint environ 150 % du PIB. Elle régresse ensuite pour atteindre 100 % ou 110 % du PIB en 1939. La Seconde Guerre mondiale la fait brutalement gonfler, du fait de son coût, du ralentissement des productions et des dépenses d'occupation, qui pèsent 859 milliards de francs entre 1940 et 1944.

## Les Trente glorieuses

### A la Libération et sous laIVeRépublique
En 1945, la dette française atteint 160 % du PIB. Dans ses Mémoires de guerre, le général de Gaulle estime cette dette à 10,23 années de recettes fiscales. A titre de comparaison, la dette du Royaume-Uni est alors de 250 %.
Afin de mobiliser l'épargne des Français pour la reconstruction de la France, des emprunts nationaux sont lancés. Il s'agit en 1945 des bons de la libération, et des bons de la reconstruction en 1947. Dès la fin de la guerre, la Banque de France réduit son financement de l’État, fortement inflationniste.
La forte croissance économique de la France à partir de 1945, qui provoque une hausse des recettes, ainsi que l'inflation élevée, permettent de maintenir la dette dans des limites soutenables. La dette accumulée durant la Seconde Guerre mondiale est ainsi rapidement remboursée pour atteindre à nouveau un niveau faible, environ 40 %. A la fin des années 1950, elle pèse 30 %.
Au cours du XXe siècle, la structure de la dette a progressivement évolué : les emprunts perpétuels ont été rachetés par l’État, et la dette auprès de la Banque de France a été épongée.

### Sous la présidence de Charles de Gaulle
Lorsque le général de Gaulle arrive au pouvoir au début de l'année 1959, la France est en train de solliciter un prêt auprès du Fonds monétaire international. De Gaulle impose une reprise en main des dépenses publiques et demande à Jacques Rueff de mettre en place un plan de redressement. Celui-ci coupe les dépenses publiques (qui baissent de 14 % en volume entre 1957 et 1959), ce qui élimine le déficit public, remodèle la politique fiscale, et dévalue le franc pour stimuler les exportations. Cela a deux effets : tout d'abord, l'amélioration de la balance commerciale (comme le prédit la théorie des déficits jumeaux), et un redressement des finances publiques : en 1957, le déficit public s'élevait à 650 milliards d'anciens francs ; en 1959, l'excédent est de 60 milliards. Cela permet de réduire la dette publique et de relancer la croissance.
Ce redressement est cependant passé par une politique de pression fiscale : Rueff augmente le taux d'impôt sur les sociétés (qui passe de 46,5 % à 50 %), ce qui rapporte 78 milliards d'anciens francs, ainsi que les prix du tabac et de l'alcool, ce qui dégage 93 milliards.
Lorsque le général de Gaulle quitte le pouvoir en 1969, la France est endettée à hauteur de 13,5 % de son PIB environ.

### Sous la présidence de Georges Pompidou
À la fin des années 1960, la dette publique est d'environ 15 % du PIB. En 1969, elle est principalement financée par l'émission de bons du Trésor et assimilés (21,4 milliards de francs en 1969). Les concours de la Banque de France pèsent 3 milliards. Sous la présidence Pompidou, le taux d'intérêt réel des obligations à dix ans évolue entre 4 % environ à environ 0,5 % en fin de mandat.
Le 18 janvier 1973, est lancé l’emprunt Giscard. Celui-ci est indexé sur le cours de l'or et cette indexation empêchera les finances publiques de profiter de l'importante inflation de la décennie suivante, les remboursements en monnaie « or » explosant par rapport à la monnaie courante. D'un montant de 6,5 milliards sur quinze ans, cet emprunt a coûté à l'État 92 milliards de francs.
Lorsque les Trente glorieuses touchent à leur fin, le taux d'endettement de la France est d'environ 16 %.

## De la fin des Trente glorieuses à de nos jours
Dans les années 1970, une hausse de l’inflation à l’échelle mondiale est provoquée entre autres par les chocs pétroliers et la suspension de la parité du dollar américain avec l'or (adoption généralisée du système des changes flottants). L'inflation diminue la confiance des prêteurs, à une période où l'État augmente ses dépenses pour tenter de relancer la machine économique et de limiter les désordres sociaux de la crise économique : il doit recourir à l'emprunt de façon plus massive et plus durable. Les coûts croissants de la protection sociale creusent les déficits publics et augmentent les niveaux de dette. Ainsi, dans les années 1970 et 1980, les pays industrialisés entrent dans un régime inédit de dette permanente : « pour la première fois dans l’histoire fiscale moderne, les gouvernements usèrent explicitement de la dette pour financer les dépenses publiques courantes, incluant les transferts sociaux ». La dette elle-même finit par atteindre des niveaux tels que les intérêts versés et le service de la dette redeviennent significatifs et préoccupants.

### Sous la présidence de Valéry Giscard d'Estaing

#### Le gouvernement Chirac et la relance
Lorsque Valéry Giscard d'Estaing arrive au pouvoir en 1974, la dette est de 14,5 % du PIB.
Le Premier ministre de Valéry Giscard d'Estaing, Jacques Chirac, met en place un plan de relance en 1975. Ce plan pèse entre 2,1 % et 2,2 % du PIB, soit 15 milliards de francs d'investissements publics, plus de 5 milliards de francs accordés aux personnes âgées et aux familles nombreuses. Ce plan creuse le déficit et fait gonfler la dette, qui passe de 16 % en 1976 à 18 % l'année suivante, et à 21 % en 1978. La faiblesse des taux d'intérêt réels, qui évoluent entre le territoire négatif en 1974 et 2 % en 1978, aident à contenir l'endettement.

#### La tentative d'assainissement de Raymond Barre
Le Premier ministre Raymond Barre a échoué à maîtriser l'inflation, qui passe de 9,6 % à sa prise de fonction à 13,6 en 1980. Or, une inflation forte se traduit par des taux d'intérêt forts, qui alourdissent le coût de la dette. Le budget sous Raymond Barre est quasiment à l'équilibre (-0,1 %), ce qui empêche le creusement de la dette, mais cela est dû à un accroissement significatif du taux d'imposition (33,6 % en 1974 à 40,1 % en 1980), nécessaire pour contenir l'augmentation du poids de la Sécurité sociale dans le PIB (qui passe de 13 % en début de mandat à 17,4 % du PIB en 1980).

### Sous la présidence François Mitterrand

#### Période de la relance keynésienne
Lorsque François Mitterrand arrive au pouvoir en 1981, le déficit s'accroît du fait de la conjonction de plusieurs facteurs. La première est l'appréciation d'un tiers du dollar, due à la politique de Volcker. Cela augmente d'autant la facture pétrolière. En effet, au cours des années 1980, les États-Unis adoptent une politique monétaire désinflationniste, ce qui fait augmenter les taux d'intérêt dans les pays développés, alourdissant la charge de la dette.
Le nouveau Président et le Premier ministre constatent que la croissance française a été brutalement interrompue après le premier choc pétrolier et le second, et que le chômage a augmenté. Imputant la montée du chômage à une faiblesse de la demande intérieure, le gouvernement lance la relance Mauroy, une relance de type keynésienne de grande ampleur, qui fait augmenter de 30 % les dépenses publiques. Cela creuse le déficit et fait augmenter la dette ; cette dernière passe de 20 % à 22 % en 1981, puis 25 % en 1982. Le déficit de la Sécurité sociale augmente de 2 points pour atteindre 4 % du PIB en 1982.
La relance keynésienne permet de dynamiser la croissance française, qui passe de 1,1 % en 1981 à 2,5 % en 1982. Cela se fait cependant au détriment des finances publiques, dont les déficits se creusent et dont la dette gonfle. La première pause dans la relance Mauroy, puis le tournant de la rigueur en 1983, provoquent une baisse de la croissance à 1,3 % en 1983, mais permet un rééquilibrage des comptes publics et une baisse de l'inflation, qui permet une baisse des taux d'intérêt sur la dette.

#### Tournant de la rigueur
Devant le gonflement de la dette, le creusement des déficits et l'inflation qui en résultent, le Président de la République prend la décision dite du tournant de la rigueur, à savoir une pause dans la relance keynésienne qui vise à assainir les comptes publics. Le tournant de la rigueur ayant été bâti sur la nécessité de lutter contre l'inflation, le gouvernement enclenche une baisse des dépenses et donc de la demande globale, qui atteint 60 milliards de francs. La ponction sur les ménages s'élève à 33 milliards de francs, ce qui contre-carre une grande partie des mesures de relance prises jusqu'alors. Mais cela permet également de limiter la croissance de la dette durant l'année 1983, qui n'augmente que d'1,4 points.
À partir de 1985, la réduction de l’inflation porte ses fruits, et l’État français (comme les autres pays développés) bénéficie de taux d’emprunt beaucoup plus faibles ; le taux moyen passe d’environ 11 % en 1985 à 5 % en 2000. La baisse des taux d'intérêt a permis à l'État de se refinancer à moindre coût (baisse du taux moyen des intérêts donc baisse des charges de la dette), mais avec un déficit presque inchangé et donc une dette croissante.
Le gouvernement Fabius réforme la manière dont la France finance sa dette. Jusqu'en 1986, l’État français pouvait se financer, sur la dette à long terme, de deux manières : soit en lançant des emprunts auprès des citoyens, qui étaient souscrits dans les banques et les bureaux de poste, soit en faisant appel aux banques dont il était propriétaire. Pour la dette à court terme ("dette flottante"), il se tournait vers la banque centrale. Ce système est modifié en février 1986 pour être rendu plus facile, plus efficace et moins coûteux : l’État émet, par adjudication auprès d’organismes spécialisés des titres dématérialisés qui sont utilisés par les banques dans leurs paniers de fonds de placement et collatéraux. Les OAT (obligations assimilables du Trésor) peuvent se coter à terme sur le MATIF parisien, le Marché à terme des instruments financiers. Cela évite la France d'avoir à recourir à des grands emprunts régulièrement, d'autant plus que l'épargne française n'est pas illimitée. Cela permet également de payer à l'avenir des taux d'intérêt réels plus faibles que lors de ces emprunts publics (dans les 5 % plutôt que les 7 % de l'emprunt Giscard dans les années 1980, puis dans les 4 % dans les années 1990).

#### Première cohabitation
Le Premier ministre Jacques Chirac décide une baisse d'impôts, les prélèvements obligatoires baissant de 0,7 point de PIB en 1986. L'impôt sur les grandes fortunes est également supprimé, prenant effet à partir de janvier 1987. Cela est couplé d'une baisse de l'impôt sur le revenu des ménages les plus modestes. Tout cela creuse le déficit, qui atteint 3,2 %, et donc la dette, qui passe de 30,7 % du PIB à 31,3 % puis 33,7 % l'année suivante. Le cycle économique étant en phase haute entre 1986 et 1988, les taux de croissance plus élevés de ces années permettent de stabiliser en 1988 la dette à 33,6 %.

#### Retour socialiste
En 1991-1992, les rentrées fiscales françaises se raréfient du fait du ralentissement de l'activité économique, qui est en phase descendante du cycle économique. La diminution des rentrées des cotisations creuse le déficit de la Sécurité sociale, atteignant 30 milliards de francs environ.
Le chômage, qui connaît une aggravation soudaine et atteint 2,7 millions de personnes, diminue les rentrées fiscales ainsi que le financement de la dette ; la croissance du PIB en volume, qui était de 4,3 % en 1988, au sommet du cycle conjoncturel, passe à 2,4 % en 1990. Cela gonfle la dette, qui passe de 36,5 % en 1991 à 40,6 % en 1992 et 46,6 % en 1993. La dette enfle d'autant plus rapidement que la France connaît une augmentation de ses taux d'intérêt sur la dette. Cet accroissement est en partie causé par l'accroissement du taux d'intérêt de l'Allemagne, dû à la réunification allemande.

#### Deuxième cohabitation
Durant les deux années du gouvernement Balladur, la dette publique a augmenté de dix points, passant de 39,7 % du PIB à 49,4 % en mars 1995. La dette publique a donc plus augmenté ces deux années que durant les cinq années des gouvernements Mauroy-Fabius.

### Sous la présidence de Jacques Chirac

#### Politique austéritaire de la droite
Le plan Juppé a un impact similaire à celui du tournant de la rigueur en 1983 : alors qu'une reprise timide s'amorçait en 1994, avec 2,3 % de croissance, elle est divisée par deux pour passer à 1,4 % en 1996, après un taux de 2,1 % en 1995. Cela fait baisser les recettes, et donc creuse le déficit et fait gonfler la dette, qui augmente de 10,1 points entre 1994 et 1996.

#### Troisième cohabitation et retour de la gauche
Le gouvernement Jospin arrive au pouvoir à la suite des élections législatives françaises de 1997.
Le retournement conjoncturel a lieu en 1997. La croissance repart à la hausse (2,3 % puis 3,6 % en 1998), ce qui permet de stabiliser la dette à 61,4 %, puis de la faire refluer les années qui suivent.
La bonne conjoncture européenne autour de l'année 2000 a réduit mécaniquement la dette. Il a été question d'une « cagnotte fiscale », ce qui peut apparaître comme abusif puisque le déficit était loin d'être comblé.
L'une des conséquences économiques du passage à l'euro est de raffermir la position financière française, qui, en ayant une monnaie commune à plusieurs pays, n'est plus à la merci des variations brutales du franc. Cela permet la réduction des taux d'intérêt sur la dette française par le biais de la diminution de la prime de risque.

#### Retour de la droite au pouvoir
Le ralentissement de l'activité économique après 2002 a relancé la croissance de la dette publique, notamment de la dette sociale, avec l'extension de la mission de la Caisse d'amortissement de la dette sociale (CADES), principal ODAC en termes d'endettement. Cet organisme a en effet dû prendre à sa charge en 2004 et 2005 la hausse du déficit comptable de la Sécurité sociale pour 50 milliards d'euros
Le solde primaire des administrations publiques, c'est-à-dire son solde sans la charge des intérêts, est d'environ -0,25 % l'année de la réélection du président Chirac. Elle se creuse en 2003 à près de -1,5 %, avant de connaître une amélioration continue jusqu'en 2006. Elle est ainsi d'environ -0,9 % en 2004, -0,4 % en 2003, et positive d'environ 0,2 % en 2006. Elle sera d'environ 0 % en 2007.
Les dépenses publiques baissent à partir de 2005, et ce jusqu'en 2007.
Le déficit et la dette entament un mouvement de réduction vers 2004 et qui prend fin en 2007. En 2004, le déficit était de 3,6 % ; il passe à 2,9, puis 2,3 %. Il remonte à 2,7 % en 2007. La dette publique, sur le même temps, passe de 64,9 % à 66,4 % en 2005, mais redescend à 63,7 % en 2006, et stagne à 63,8 % en 2007. La croissance faible de 2005 (1,9 %), comparée à celle élevée de 2004, 2006 et 2007 (2,5 , 2,2 et 2,3 %) explique en partie ce mauvais résultat.

### Sous la présidence de Nicolas Sarkozy
Nicolas Sarkozy prévoit durant sa campagne de ramener la dette sous les 60 % du PIB à l'horizon 2012, comme l’exigeaient les critères de convergence économique fixés par l'Union européenne.

#### Croissance de la dette due à la crise économique
La crise économique de 2008 fait augmenter le chômage et baisser les recettes de l’État. Le président décide d'un plan de relance qu'il souhaite de 100 milliards. La commission co-présidée par Alain Juppé et Michel Rocard modère les ardeurs présidentielles, et fixe l'enveloppe à 35 milliards d'euros. Le déficit budgétaire s'accroît donc d'une manière conjoncturelle ainsi que structurelle. Le déficit passe de 2,7 % en 2007 à 7,5 % en 2009. Le déficit structurel est porté à 5 % du PIB, dont 0,4 % au titre du plan de relance. La dette de 60 milliards en 2007 à 64 % en 2007 à plus de 80 % en 2009.

#### Croissance de la dette indépendante de la crise économique
Lorsqu'il arrive au pouvoir, le président Sarkozy met en place une politique de baisses d'impôts. Cela est fortement critiqué par le Fonds monétaire international et les économistes, qui expliquent que le Président devrait profiter de ce que l'économie française est en phase haute du cycle économique pour imposer plus, afin de se préparer à la récession qui suivra.
En 2008, les dépenses publiques représentent 52,7 % du PIB, en progression de 0,3 point par rapport à l'année précédente ; cependant, le taux des prélèvements obligatoires a baissé de 0,4 point. La Cour des comptes remarque dans un rapport de juin 2009 que cette baisse est imputable aux mesures nouvelles fiscales et sociales qui ont diminué les ressources publiques d'environ 10 Md€ (soit 0,5 % du PIB) en 2008. Elle met en relief le rôle de la Loi en faveur du travail, de l'emploi et du pouvoir d'achat qui a contribué à cette baisse de manière majoritaire, à hauteur de 6,5 Md€, ainsi que les dégrèvements de taxe professionnelle, à hauteur de 2,9 Md€.
En 2008, la charge d'intérêts était de 54,6 Md€, soit une hausse de 7,3 % (3,7 Md€) par rapport à 2007.
Le FMI analyse : « Le budget 2008 inclut certes plusieurs initiatives louables, mais il implique également une pause inopportune dans l’effort d’assainissement des finances publiques, conséquence des dispositions de la loi TEPA ».
En juin 2009, le rapport annuel de la Cour des comptes sur la situation et les perspectives des finances publiques soulignait le risque d'« emballement de la dette » conduisant notamment à une possible « remise en cause de la signature de la France »,.
En juillet 2010, la direction générale du Trésor estimait que la réforme des retraites de 2010 et le respect de la trajectoire du programme de stabilité d'avril 2011 permettraient de restaurer presque intégralement la soutenabilité des finances publiques, c'est-à-dire de placer le ratio de dette publique sur une trajectoire de stabilisation à long terme, même en tenant compte de l'impact futur du vieillissement de la population. Dans son rapport annuel présenté début 2010, la Cour des comptes note que « la dette s'emballe » et pointe, si la tendance se poursuit, un risque de dégradation de la note de la dette publique à l'horizon 2013. Par ailleurs, à la différence du ministère des finances pour qui l'aggravation de l'endettement est uniquement liée à la crise, pour la Cour des comptes la montée de l'endettement est aussi due à des phénomènes structurels indépendants de la crise.
La dette publique a donc augmenté de 25,2 points sous le quinquennat Sarkozy.

### Sous la présidence de François Hollande
François Hollande prévoit pendant sa campagne de faire passer la dette publique de 88,7 % à 80,2 % en 2017. Fin mars 2015, la dette atteint 97,5 % du PIB, puis, selon l'Insee, elle atteint au troisième trimestre 2016 2160,4 milliards d'euros soit 97,6 % du PIB. Elle sera finalement de 99,3 % lorsqu'il quitte ses fonctions,.
La dette publique est stabilisée sur la deuxième partie du quinquennat de François Hollande. Cela est dû à la réduction du déficit public, qui est passé de 4,8 % du PIB en 2012 à 3,4 % en 2016, permettant une limitation de l'émission de dette, ainsi qu'à une baisse des taux d'intérêt sur la dette française : la dernière année du quinquennat Hollande, l’État emprunte sur dix ans à 0,7 %.
La dette publique a donc augmenté de 6,4 points sous le quinquennat Hollande, soit un rythme de croissance en valeur absolue égal à la période 2002-2007.

### Sous la présidence d'Emmanuel Macron

#### Première moitié du quinquennat
Si le gouvernement prévoyait une stabilisation puis une baisse de la dette à l'horizon 2022, celle-ci continue d'augmenter. Cela est dû principalement à une croissance plus faible que prévu (1,3 % en 2019, contre 1,9 % de prévu), elle-même causée par le contexte international (notamment des tensions commerciales entre la Chine et les États-Unis), ainsi qu'une consommation des ménages plus faible qu'attendue.
La reprise de la dette de SNCF Réseau par l’État français en 2018 fait augmenter la dette publique française. Les mesures accordées par le gouvernement après le Mouvement des Gilets jaunes aggravent également les comptes publics, du fait notamment d'une baisse de 5 milliards d’euros de l’impôt sur le revenu.
Toutefois, le gouvernement bénéficie d'un contexte d'emprunt très favorable, car l'année 2019 voit l'émergence de taux d'intérêt nuls puis négatifs. L’État mène donc une campagne de levée de fonds pour financer cette dette à moindre coût, sur laquelle elle se désendette même partiellement, du fait des taux négatifs (l’État rendra moins qu'il n'a emprunté). La dette est stabilisée sur les années 2018 et 2019.

#### Crise sanitaire liée au Covid-19
La crise sanitaire du coronavirus, qui fait dévisser les bourses mondiales et touche fortement le CAC 40, augmente drastiquement l'incertitude et abaisse les projections de croissance, ce qui fait provisoirement augmenter les taux d'intérêt sur la dette française. La crédibilité de la France sur les marchés reste assez forte pour que les taux d'intérêt continuent de baisser durant la crise du coronavirus. En septembre 2020, le taux à dix ans reste négatif à -0,038 %.
Les mesures de soutien à l'activité économique creusent le déficit. Les chocs d'offre et de demande contraignent l'exécutif à présenter de nouvelles mesures (soutien aux petites entreprises, relèvement du dispositif de chômage partiel, etc.) à hauteur de 110 milliards d'euros, ce qui creuse la dette à environ 115 %. Malgré ces projections, le gouvernement décide de ne pas augmenter immédiatement les impôts afin d'éviter de déprimer la demande des ménages et des entreprises, et de ne pas baisser les dépenses publiques afin de soutenir l'économie. La CADES est prolongée jusqu'en 2033, qui devait originellement s'éteindre en 2024. Le gouvernement décider d'exonérer de cotisations sociales les entreprises de secteurs très touchés par la crise sanitaire, comme la restauration, le tourisme, la culture et le sport, à hauteur de trois milliards d'euros, et plus précisément des entreprises de moins de 250 salariés qui ont dû fermer à cause du confinement.
La trajectoire de la dette publique française durant la première moitié de 2020 (+ 17 points) est quantitativement similaire à celle du Royaume-Uni, qui connaît également une augmentation de la dette de 17 points sur la même période.
La loi rectificative de la loi de finances 2020 prévoit une augmentation de la dette publique à 121 % d'ici à la fin de 2020, avec un déficit public d'environ 11 %. Selon une étude de la Banque de France, l'augmentation du déficit à hauteur de 10 % (après un déficit de 3 % l'année précédente) est due à un tiers aux dépenses de relance, et à deux tiers à la contraction de l'activité économique. La dette publique supplémentaire accumulée à cause du Covid-19 a été en grande partie rachetée par la Banque centrale européenne.

## Analyse de la dette publique française

### Tableau récapitulatif de l'évolution de la dette et du déficit
Le tableau suivant fournit les données sur la dette des administrations publiques au 31 décembre de chaque année et sur le déficit annuel des administrations publiques, au sens de Maastricht (règlement no 3605 de la Commission Européenne) en milliards d’euros courants en pourcentage du produit intérieur brut (comptes nationaux, base 2010).
| Année                                     | Proportion du PIB | Proportion du PIB | Valeur (en milliards d'euros courants) | Valeur (en milliards d'euros courants) |
| Année                                     | Dette publique    | Solde public      | Dette publique                         | Solde public                           |
| ----------------------------------------- | ----------------- | ----------------- | -------------------------------------- | -------------------------------------- |
| 1974                                      | 14,5 %            | -0,3 %            |                                        |                                        |
| 1975                                      | 16,2 %            | -2,7 %            |                                        |                                        |
| 1976                                      | 16 %              | -1,4 %            |                                        |                                        |
| 1977                                      | 18 %              | -0,9 %            |                                        |                                        |
| 1978                                      | 21,2 %            | −1,8 %            | −74,0                                  | −6,3                                   |
| 1979                                      | 21,1 %            | −0,5 %            | −84,4                                  | −1,8                                   |
| 1980                                      | 20,8 %            | −0,4 %            | −94,1                                  | −1,9                                   |
| 1981                                      | 22,0 %            | −2,4 %            | −112,4                                 | −12,3                                  |
| 1982                                      | 25,4 %            | −2,8 %            | −148,6                                 | −16,6                                  |
| 1983                                      | 26,7 %            | −2,5 %            | −173,6                                 | −16,5                                  |
| 1984                                      | 29,1 %            | −2,7 %            | −205,7                                 | −19,3                                  |
| 1985                                      | 30,7 %            | −3,0 %            | −232,6                                 | −22,5                                  |
| 1986                                      | 31,3 %            | −3,2 %            | −255,0                                 | −26,0                                  |
| 1987                                      | 33,7 %            | −2,0 %            | −288,3                                 | −17,2                                  |
| 1988                                      | 33,6 %            | −2,6 %            | −311,2                                 | −23,7                                  |
| 1989                                      | 34,4 %            | −1,8 %            | −343,4                                 | −17,8                                  |
| 1990                                      | 35,6 %            | −2,4 %            | −374,9                                 | −25,6                                  |
| 1991                                      | 36,5 %            | −2,9 %            | −398,2                                 | −31,3                                  |
| 1992                                      | 40,2 %            | −4,6 %            | −454,9                                 | −52,0                                  |
| 1993                                      | 46,6 %            | −6,4 %            | −531,7                                 | −72,6                                  |
| 1994                                      | 49,9 %            | −5,4 %            | −588,6                                 | −64,0                                  |
| 1995                                      | 56,1 %            | −5,1 %            | −683,5                                 | −62,2                                  |
| 1996                                      | 60,0 %            | −3,9 %            | −751,3                                 | −48,9                                  |
| 1997                                      | 61,4 %            | −3,7 %            | −794,1                                 | −47,2                                  |
| 1998                                      | 61,4 %            | −2,4 %            | −829,4                                 | −32,2                                  |
| 1999                                      | 60,5 %            | −1,6 %            | −847,6                                 | −22,5                                  |
| 2000                                      | 58,9 %            | −1,3 %            | −870,6                                 | −19,5                                  |
| 2001                                      | 58,3 %            | −1,4 %            | −897,4                                 | −21,2                                  |
| 2002                                      | 60,3 %            | −3,2 %            | −956,8                                 | −50,2                                  |
| 2003                                      | 64,4 %            | −4,0 %            | −1 050,4                               | −65,5                                  |
| 2004                                      | 65,9 %            | −3,6 %            | −1 123,6                               | −61,2                                  |
| 2005                                      | 67,4 %            | −3,4 %            | −1 189,9                               | −59,3                                  |
| 2006                                      | 64,6 %            | −2,4 %            | −1 194,1                               | −45,2                                  |
| 2007                                      | 64,5 %            | −2,6 %            | −1 252,9                               | −51,2                                  |
| 2008                                      | 68,8 %            | −3,3 %            | −1 370,3                               | −65,0                                  |
| 2009                                      | 83,0 %            | −7,2 %            | −1 608,0                               | −138,9                                 |
| 2010                                      | 85,3 %            | −6,9 %            | −1 701,1                               | −137,4                                 |
| 2011                                      | 87,8 %            | −5,2 %            | −1 808,0                               | −106,1                                 |
| 2012                                      | 90,6 %            | −5,0 %            | −1 892,5                               | −104,0                                 |
| 2013                                      | 93,4 %            | −4,1 %            | −1 977,7                               | −86,5                                  |
| 2014                                      | 94,9 %            | −3,9 %            | −2 039,9                               | −83,9                                  |
| 2015                                      | 95,6 %            | −3,6 %            | −2 101,3                               | −79,7                                  |
| 2016                                      | 98,0 %            | −3,5 %            | −2 188,5                               | −79,1                                  |
| 2017                                      | 98,4 %            | −2,8 %            | −2 258,7                               | −63,6                                  |
| 2018                                      | 98,4 %            | −2,5 %            | −2 315,3                               | −59,5                                  |
| 2019 (TFP 2020)                           | 98,4 %            | −3,1 %            |                                        |                                        |
| 2020 (Loi de Finances Rectificative 2020) | 120 %             | −12 %             |                                        |                                        |

Source : Insee Comptes de la Nation - Base 2014, Trajectoire des finances publiques pour le budget 2020.

### Analyse
Depuis 1975, le solde public a toujours été déficitaire et le poids de la dette publique par rapport au PIB (ratio d'endettement dette publique/PIB) a augmenté régulièrement. Cette évolution a connu des phases plus ou moins accélérées, en fonction du niveau du déficit public, qui est lié aux choix budgétaires des gouvernements en place (notamment la politique budgétaire), mais aussi à l'environnement économique. Par un phénomène mécanique, le déficit budgétaire est plus important lors des périodes de creux des cycles économiques, pendant lesquelles les rentrées fiscales tendent à se contracter. En effet, la croissance des dépenses publiques est plus régulière que la croissance du PIB, alors que les recettes publiques sont plus fortement cycliques que le PIB. Enfin, les cycles économiques étant de plus en plus synchronisés entre la France et le reste de la zone euro, les évolutions du déficit public français et du déficit moyen dans la Zone euro sont fortement corrélées.
Depuis 1980, la France a connu diverses périodes de creux économiques, dont une période de crise économique sévère, en 1993, avec une récession économique, qui s’est logiquement accompagnée d’une forte hausse de la dette ; le gouvernement Balladur issu des élections du printemps 1993 a procédé à l’émission de l'emprunt Balladur, lancé une nouvelle vague de privatisations, et accru les recettes publiques[réf. à confirmer]. A contrario, les périodes de forte croissance économique n’ont pas servi à baisser la dette, seulement à la stabiliser. Le gouvernement construit sa loi de finances annuelle en fonction de prévisions économiques de croissance ; une croissance plus faible qu’espérée aura tendance à creuser le déficit au-delà des prévisions. Inversement, lorsque la croissance est plus élevée que prévu, les gouvernements ont tendance à laisser filer les dépenses et réduire la fiscalité au lieu d’épargner et de rembourser une partie de la dette en prévision des futurs creux économiques.
Alors que d'autres pays européens ont mené des réformes importantes, les gouvernements français, depuis 1997, n’ont pas réduit autant les dépenses publiques. Ils ont procédé à d'importantes privatisations qui ont permis de réduire temporairement le montant de la dette, tout en appauvrissant le patrimoine de l’État. La vente des participations de l’État a pour but d’améliorer l’efficacité des entreprises privatisées, mais elle amène aussi à une réduction des recettes de l’État (dividendes versés et plus-values) que ne compense pas la réduction des intérêts payés, puisque les taux d’intérêt d’emprunt de l’État sont très faibles. Les actifs financiers de l’État diminuent donc en moyenne entre 2000 et 2006, mais, au niveau global de l’ensemble des administrations publiques, la valeur des actifs financiers augmente.
En 1998, est publié par Bercy un rapport sur la dette publique à la demande de la Commission des finances du Sénat. Le rapport analyse le gonflement de la dette à 21,7 % en 1979 à 58,2 % en 1997. Il décompose cette augmentation de 36,5 points de PIB en quatre volets :
- Le prix de la dette initiale, celle qui a été contractée avant fin 1979. Son poids a baissé du fait de l'inflation au début des années 1980, mais a augmenté à cause de la nécessité de refinancement de cette dette à des taux d'intérêt très élevés. Ce financement de la dette représente 24,7 % du PIB, soit la moitié de la dette.
- Les nationalisations et les privatisations ont un bilan de 3,3 points de PIB.
- L'endettement conjoncturel, normal dans une économie cyclique où les périodes d'expansion doivent théoriquement permettre de compenser les déficits conjoncturels des phases de récession, pèse pour 0,9 point de PIB.
- Le déficit structurel primaire, hors charge de la dette de 1979, compte pour 29,3 % du PIB.

Selon le rapport Pébereau commandé en 2005 par le ministre de l'économie du gouvernement Raffarin, « l’augmentation de la dette ne résulte pas d’un effort spécifique pour la croissance mais, pour l’essentiel, d’une gestion peu rigoureuse ».